# The Journal of Physiology

The Journal of Physiology est une revue scientifique bimensuelle à comité de lecture créée en 1878 et publiée par Wiley-Blackwell au nom de la Physiological Society.
Il couvre la recherche sur tous les aspects de la physiologie, en mettant l'accent sur la physiologie humaine et mammifère, y compris les travaux au niveau moléculaire, au niveau de la membrane cellulaire, des cellules individuelles, des tissus ou des organes et de la physiologie des systèmes. L'intégralité des archives depuis 1878 jusqu'aux numéros publiés douze mois avant la date du jour est disponible gratuitement en ligne. Le rédacteur en chef est Kim Barrett (en) (Université de Californie, Davis).
Selon le Journal Citation Reports, la revue a un facteur d'impact de 5,5 en 2022.

## Histoire
Le journal est publié pour la première fois en 1878 et édité par Michael Foster. En 1893-1894, John Newport Langley, collègue de Foster, prend la relève comme rédacteur en chef. Langley reste propriétaire et rédacteur en chef jusqu'à sa mort en 1925, lorsque la Physiological Society achète la revue à sa veuve. Charles Scott Sherrington est nommé premier président du comité de rédaction en 1926.
En 2003, la Physiological Society transfère sa publication à Blackwell, désormais Wiley-Blackwell.

## Rédacteurs en chef
Les personnes suivantes ont été président du comité de rédaction (dénommé rédacteur en chef depuis 2005) :
- Michael Foster (1878–1906)
- John Newport Langley (1878–1926)
- Charles Scott Sherrington (1926–1935)
- E.B. Verney (1938–1943)
- George Lindor Brown (1943–1947)
- Robert Campbell Garry (1947–1950)
- R.S. Creed (1950–1956)
- Andrew Huxley (1956–1957)
- J.M. Peterson (1957–1960)
- Richard Keynes (1960–1961)
- Bernard Katz (1961–1963)
- G S Brindley (1963–1965)
- D.H. Smyth (1965–1968)
- Ian Glynn (1968–1970)
- W.F. Widdas (1970–1972)
- Richard Adrian (1972–1974)
- David Keynes Hill (1974–7196)
- P.F. Baker (1976–1977)
- T.A. Sears (1977–1978)
- B.R. Jewell (1978–1981)
- S. Thomas (1981–1982)
- K.M. Spyer (1982–1985)
- E.S. Petersen (1985–1987)
- A.V. Edwards (1987–1989)
- C.A.R.Boyd (1989–1991)
- N.B. Standen (1991–1994)
- R.E.J. Dyball (1994–1997)
- David Eisner (1997–2000)
- B.H. Hirst (2000–2002)
- S.O. Sage (2002–2005)
- W.A. Large (2005–2011)
- D.J. Paterson (2011–2016)
- Kim Barrett (en) (2016–2022)
- Peter Kohl (2022-2023)
- Kim Barrett (en) (2023–présent)